# جويزف غرمزر
جويزف غرمزر (بالألمانية: Josef Grumser)‏ (مواليد 10 فبراير 1934) هو ملاكم نمساوي، مثّل بلاده في الألعاب الأولمبية الصيفية 1960.

## روابط خارجية
جويزف غرمزر على موقع أوليمبيديا (الإنجليزية)